# Nekrolog 1. Quartal 1905
Nekrolog
◄◄
| ◄
| 1901
| 1902
| 1903
| 1904
| 1905 | 1906 | 1907 | 1908 | 1909 | ► | ►►
1. Quartal |
2. Quartal |
3. Quartal |
4. Quartal 1905
Weitere Ereignisse | Allgemeiner Nekrolog 1905
Die Beschreibung der verstorbenen Person sollte so kurz wie möglich gehalten sein und nur deren signifikante Tätigkeit(en) enthalten.
Neue Namen ggf. auch unter dem Geburts- und Sterbedatum, also etwa unter 1. Januar und im Geburts- und Sterbejahr (2024) eintragen (nur bei entsprechender großer Wichtigkeit). Für Beispiele siehe die schon vorhandenen Artikel.
Außerdem über die fünf zuletzt Verstorbenen, zu denen es einen ausreichend guten Artikel für eine Präsentation auf der Hauptseite gibt, nach der todesbedingten Überarbeitung der Artikel ggf. auch unter Wikipedia Diskussion:Hauptseite informieren und sie am besten auch in den anderen Wikipedia-Sprachversionen eintragen. Tipp: Regelmäßig bei news.google.de nach „ist tot“, „gestorben“ oder „verstorben“ suchen.
Wenn eine Person gestorben ist, gibt es viele Seiten zu dieser Person in der Wikipedia, die davon auch betroffen sind und entsprechend aktualisiert werden müssen. Beispiele: Namenübersichtsseite, Geburtsjahr, Geburtsort-Seiten und viele mehr.
Wie finde ich die betroffenen Seiten?
Im Suchfeld auf der linken Seite gibt man den Suchbegriff so ein: „Vorname Nachname“. Dann klickt man auf Volltext und alle Seiten mit entsprechendem Suchtext werden aufgerufen. Hier sieht man dann schnell, wo auch das Todesjahr Sinn macht oder sogar ein Teil des Artikels angepasst werden muss. Auch hilft das „Werkzeug“ auf der linken Seite sehr gut, um solche Seiten aufzufinden: „Links auf diese Seite“. Somit ist die Wikipedia wieder aktuell in allen Bereichen! Hinweis: bei Eintragung der Kategorie „Gestorben JAHR“ wird der Missbrauchsfilter 49 ausgelöst, was jedoch nicht schlimm ist. Siehe: Spezial:Missbrauchsfilter/49
Dies ist eine Liste von im ersten Quartal 1905 verstorbenen bekannten Persönlichkeiten. Die Einträge erfolgen innerhalb der einzelnen Daten alphabetisch sortiert. Tiere sind im Nekrolog für Tiere zu finden.

## Januar
| Tag        | Name                                 | Beruf, bekannt als | Alter | Beleg |
| ---------- | ------------------------------------ | --- | ----- | ----- |
| 1. Januar  | Mabel Cahill                         | irische Tennisspielerin | 41    |       |
| 1. Januar  | Mathilde Beeg                        | deutsche Schriftstellerin | 78    |       |
| 1. Januar  | Benoît-Marie Langénieux              | französischer Geistlicher, Erzbischof von Reims und Kardinal                                                                         | 80    |       |
| 1. Januar  | Carl Zenger                          | deutscher Architekt und bayerischer Baubeamter                                                                                       | 66    |       |
| 2. Januar  | Max Dettmann                         | Pianist, Komponist und Hochschullehrer in Berlin                                                                                     | 41    |       |
| 2. Januar  | Friedrich VI.                        | Wild- und Rheingraf | 59    |       |
| 3. Januar  | Anton Braith                         | deutscher Maler | 68    |       |
| 3. Januar  | Wilhelm Fitzner                      | Kesselfabrikant | 71    |       |
| 3. Januar  | Georg Friedrich Wilhelm Knauer       | deutscher Hof-Goldschmied, Juwelier und Unternehmer                                                                                  | 74    |       |
| 3. Januar  | Julius Scriba                        | deutscher Chirurg und Professor an der Universität Tokio                                                                             | 56    |       |
| 3. Januar  | Heinrich Wenker                      | deutscher Brauereibesitzer und Unternehmer                                                                                           | 79    |       |
| 4. Januar  | Max von Balan                        | preußischer Politiker und Jurist | 55    |       |
| 4. Januar  | Ferdinande von Brackel               | westfälische Schriftstellerin | 69    |       |
| 4. Januar  | Andreas Freytag                      | deutscher Jurist und Politiker (Zentrum), MdR                                                                                        | 86    |       |
| 4. Januar  | Paul Pierre Henry                    | französischer Optiker und Astronom                                                                                                   | 56    |       |
| 4. Januar  | Heinrich von Nauendorf               | deutscher Offizier | 44    |       |
| 4. Januar  | Theodore Thomas                      | US-amerikanischer Violinist und Dirigent                                                                                             | 69    |       |
| 5. Januar  | Eugeniusz Abrahamowicz               | polnischer Jurist und Politiker | 56    |       |
| 5. Januar  | William Claflin                      | US-amerikanischer Politiker | 86    |       |
| 5. Januar  | Johann Falk                          | deutscher Politiker (Zentrum), Verlagsgründer                                                                                        | 79    |       |
| 5. Januar  | Karl Groß                            | deutscher Reeder und Politiker | 71    |       |
| 5. Januar  | Georg Hannibal Hermann von Hertzberg | preußischer Landtagsabgeordneter | 87    |       |
| 5. Januar  | Rudolf Koller                        | Schweizer Maler | 76    |       |
| 5. Januar  | Erich Niedmann                       | deutscher Maler | 36    |       |
| 5. Januar  | Hermann von Vietinghoff              | preußischer Generalleutnant | 75    |       |
| 6. Januar  | Bendix Hallenstein                   | neuseeländischer Kaufmann, Fabrikant und Politiker, deutscher Abstammung                                                             | 69    |       |
| 6. Januar  | Ann Eliza Smith                      | US-amerikanische Autorin | 85    |       |
| 6. Januar  | George Van Cleaf                     | US-amerikanischer Schwimmer und Leichtathlet                                                                                         | 25    |       |
| 7. Januar  | Paul Cérésole                        | Schweizer Politiker | 72    |       |
| 7. Januar  | Heinrich Ludwig Debo                 | deutscher Architekt und Hochschullehrer                                                                                              | 86    |       |
| 8. Januar  | Adolf Kottmeier                      | deutscher Theologe | 82    |       |
| 8. Januar  | Lloyd Lowndes                        | US-amerikanischer Politiker | 59    |       |
| 9. Januar  | Louise Michel                        | französische Anarchistin und Autorin                                                                                                 | 74    |       |
| 9. Januar  | Josef Pokorny                        | österreichischer Bildhauer | 75    |       |
| 10. Januar | Kārlis Baumanis                      | lettischer Komponist und Dichter | 69    |       |
| 10. Januar | Karl von Pressentin                  | preußischer Generalmajor | 84    |       |
| 10. Januar | Kate Tupper Galpin                   | US-amerikanische Pädagogin | 49    |       |
| 12. Januar | Silas Garber                         | US-amerikanischer Politiker | 71    |       |
| 12. Januar | Albert von Reinach                   | deutscher Bankier, Geologe, Paläontologe und Wissenschaftsmäzen                                                                      | 62    |       |
| 12. Januar | Kasriel Hirsch Sarasohn              | US-amerikanischer Publizist |       |       |
| 13. Januar | Alexander                            | Letzter männlicher Nachkomme der Fürsten zur Lippe                                                                                   | 73    |       |
| 13. Januar | Robert Swain Gifford                 | US-amerikanischer Landschaftsmaler                                                                                                   | 64    |       |
| 14. Januar | Ernst Abbe                           | deutscher Astronom, Mathematiker, Physiker, Optiker, Unternehmer und Sozialreformer                                                  | 64    |       |
| 15. Januar | Iwan Baumbach                        | deutscher Offizier, Rittergutsbesitzer und Politiker, MdR                                                                            | 72    |       |
| 15. Januar | Stephen Ross Harris                  | US-amerikanischer Politiker | 80    |       |
| 15. Januar | James Mason                          | irisch-US-amerikanischer Schachspieler                                                                                               | 55    |       |
| 16. Januar | Frederick David Mocatta              | englischer Unternehmer und Philanthrop                                                                                               | 77    |       |
| 17. Januar | Achilles Andreae                     | deutscher Geologe und Paläontologe                                                                                                   | 45    |       |
| 17. Januar | Caroline Reuß zu Greiz               | Großherzogin von Sachsen-Weimar-Eisenach                                                                                             | 20    |       |
| 17. Januar | Valentin Ruths                       | deutscher Maler | 79    |       |
| 18. Januar | Ludwig Brunier                       | deutscher Schriftsteller und Literaturkritiker                                                                                       | 79    |       |
| 18. Januar | Hinrich Dunkhase                     | deutscher Landwirt und Klootschießer                                                                                                 | 47    |       |
| 18. Januar | Rudolph Sprickmann Kerkerinck        | deutscher Kaufmann, Bürgermeister von Rheine (1873–1905)                                                                             | 56    |       |
| 18. Januar | Johann Gottfried Wetzstein           | deutscher Diplomat und Orientalist                                                                                                   | 89    |       |
| 19. Januar | Theodor Bleek                        | westfälischer Kommunalpolitiker, Oberbürgermeister von Minden                                                                        | 71    |       |
| 19. Januar | George Henry Boughton                | englisch-US-amerikanischer Landschafts- und Genremaler sowie Illustrator                                                             | 71    |       |
| 19. Januar | Amint Freising                       | deutscher Tänzer und Tanzmeister in Berlin                                                                                           |       |       |
| 19. Januar | Benjamin F. Rice                     | US-amerikanischer Politiker | 76    |       |
| 20. Januar | Gyula Szapáry                        | österreichisch-ungarischer Politiker und Ministerpräsident                                                                           | 72    |       |
| 21. Januar | James F. Briggs                      | US-amerikanischer Politiker | 77    |       |
| 21. Januar | August Brunsig von Brun              | preußischer Generalmajor | 80    |       |
| 21. Januar | Johann Jakob Bucher                  | Schweizer Politiker | 90    |       |
| 21. Januar | Friedrich Krebs                      | Stammapostel der Neuapostolischen Kirche                                                                                             | 72    |       |
| 21. Januar | Johann Anton Schmidt                 | deutscher Botaniker | 81    |       |
| 21. Januar | Adolph Temper                        | deutscher Politiker (NLP), MdR, MdL (Königreich Sachsen)                                                                             | 77    |       |
| 22. Januar | John Balfour, 1. Baron Kinross       | britischer Politiker, Abgeordneter des House of Commons und Mitglied des House of Lords                                              | 67    |       |
| 22. Januar | Alfred Dörffel                       | deutscher Pianist und Musikverleger                                                                                                  | 83    |       |
| 22. Januar | Josef Kleinhaipl                     | österreichischer Politiker; Bürgermeister von St. Pölten                                                                             | 89    |       |
| 22. Januar | Wilhelm von Livonius                 | preußischer Offizier, zuletzt Generalleutnant                                                                                        | 64    |       |
| 23. Januar | Otto von Gustedt                     | preußischer Offizier | 65    |       |
| 23. Januar | Rudolf Siemering                     | deutscher Bildhauer | 69    |       |
| 23. Januar | Samuel Wildi                         | Schweizer Politiker | 79    |       |
| 24. Januar | Johann Baptist Ceschi a Santa Croce  | Großmeister des Malteserordens | 77    |       |
| 24. Januar | Allen Turner Davidson                | konföderierter Politiker | 85    |       |
| 24. Januar | Edwin Einstein                       | US-amerikanischer Politiker | 62    |       |
| 24. Januar | Karl Neuber                          | schlesischer, römisch-katholischer Theologe, Fürstbischöflicher Delegat für Brandenburg und Pommern, Propst von St. Hedwig in Berlin | 63    |       |
| 24. Januar | Luigi Piavi                          | Patriarch von Jerusalem | 71    |       |
| 25. Januar | Friedrich Fubel                      | deutscher Theologe und Politiker | 94    |       |
| 25. Januar | Guido Hauck                          | deutscher Mathematiker, geheimer Regierungsrat und Professor für Mathematik                                                          | 59    |       |
| 25. Januar | Alois Mailänder                      | deutscher Mystiker und Okkultist | 61    |       |
| 25. Januar | Joseph von Schork                    | römisch-katholischer Erzbischof von Bamberg                                                                                          | 75    |       |
| 25. Januar | Ludwig Rubelli von Sturmfest         | österreichischer Marinemaler | 64    |       |
| 26. Januar | Ludwig Renger                        | deutsch-österreichischer Jurist, Mitglied der Frankfurter Nationalversammlung                                                        | 91    |       |
| 26. Januar | Johann Baptist Schneider             | Generalvikar und Weihbischof der Erzdiözese Wien                                                                                     | 64    |       |
| 27. Januar | Paul Haenlein                        | deutscher Flugpionier | 69    |       |
| 27. Januar | Karl von Hanau-Hořovice              | Sohn des Kurfürsten Friedrich Wilhelm I. von Hessen-Kassel                                                                           | 64    |       |
| 27. Januar | August von Schlossberger             | deutscher Archivar | 77    |       |
| 27. Januar | Johann Jakob Stamm                   | Schweizer Bauunternehmer | 61    |       |
| 28. Januar | Richard Franke                       | deutscher Altphilologe und Pädagoge                                                                                                  | 72    |       |
| 29. Januar | Heinrich Adam                        | deutsch-österreichischer Architekt                                                                                                   | 65    |       |
| 29. Januar | François Folie                       | belgischer Astronom und Mathematiker                                                                                                 | 71    |       |
| 29. Januar | Samuel Frey                          | Schweizer Politiker | 84    |       |
| 29. Januar | Hermann Landois                      | deutscher Hochschullehrer, Professor für Zoologie und Gründer des Westfälischen Zoologischen Gartens zu Münster                      | 69    |       |
| 29. Januar | Alexander Moritz Simon               | Bankier, Gründer einer Gartenbauschule und amerikanischer Vizekonsul                                                                 | 67    |       |
| 29. Januar | Max Staegemann                       | deutscher Schauspieler, Sänger und Intendant                                                                                         | 61    |       |
| 29. Januar | Robert Tucker                        | britischer Mathematiker | 72    |       |
| 29. Januar | Rudolf Winkel                        | deutscher Mechaniker und Unternehmer                                                                                                 | 77    |       |
| 30. Januar | Hermann Corrodi                      | italienischer Maler Schweizer Abstammung                                                                                             | 60    |       |
| 30. Januar | Eduard Ebel                          | deutscher evangelischer Pfarrer, Superintendent und Dichter                                                                          | 65    |       |
| 30. Januar | José do Patrocínio                   | brasilianischer Autor, Verleger und Politiker                                                                                        | 50    |       |
| 30. Januar | Julius Carl Wilhelm Staudinger       | deutscher Kammerherr und Abgeordneter                                                                                                | 85    |       |
| 31. Januar | José Reyes                           | dominikanischer Komponist und Musiker                                                                                                | 69    |       |
|            | Eugène Leroux                        | französischer Maler | 71    |       |

## Februar
| Tag         | Name                                           | Beruf, bekannt als                                                              | Alter | Beleg |
| ----------- | ---------------------------------------------- | ------------------------------------------------------------------------------- | ----- | ----- |
| 1. Februar  | Oswald Achenbach                               | deutscher Maler                                                                 | 77    |       |
| 1. Februar  | Gustav Hermann von Alvensleben                 | preußischer General                                                             | 78    |       |
| 1. Februar  | Leander Ditscheiner                            | österreichischer Physiker                                                       | 66    |       |
| 1. Februar  | Max von Förster                                | deutscher Pionieroffizier und Sprengstofftechniker                              | 59    |       |
| 1. Februar  | John Blackwell Hale                            | US-amerikanischer Politiker                                                     | 73    |       |
| 1. Februar  | Heinrich Lanz                                  | deutscher Erfinder und Hersteller von Landmaschinen                             | 66    |       |
| 1. Februar  | Franz von Neumann                              | österreichischer Architekt und Politiker                                        | 61    |       |
| 1. Februar  | Ludwig von Tetmajer                            | Schweizer Bauingenieur                                                          | 54    |       |
| 2. Februar  | Adolf Bastian                                  | deutscher Ethnologe, Hochschullehrer, Sammler                                   | 78    |       |
| 2. Februar  | Robert Eitner                                  | deutscher Musikwissenschaftler, Quellenforscher, Bibliograph                    | 72    |       |
| 2. Februar  | Paul Sutermeister                              | Schweizer Pfarrer und Redakteur                                                 | 40    |       |
| 2. Februar  | Elisabeth Wiese                                | deutsche Serienmörderin                                                         | 45    |       |
| 3. Februar  | Augusto César Cardoso de Carvalho              | portugiesischer Gouverneur                                                      | 68    |       |
| 4. Februar  | Louis-Ernest Barrias                           | französischer Bildhauer                                                         | 63    |       |
| 4. Februar  | Robert Fischer                                 | Oberbürgermeister von Gera                                                      | 75    |       |
| 4. Februar  | Florian Gengel                                 | Schweizer Politiker (FDP), Redakteur, Druckereiunternehmer und Holtelier        | 70    |       |
| 4. Februar  | Jacob LeFever                                  | US-amerikanischer Politiker                                                     | 74    |       |
| 5. Februar  | Antoine Alphonse Chassepot                     | französischer Erfinder und Waffenkonstrukteur                                   | 71    |       |
| 5. Februar  | Adolf Finze                                    | österreichischer Unternehmer                                                    |       |       |
| 5. Februar  | Friedrich Wilhelm Fritzsche                    | deutscher Politiker (SADÜ), MdR und Gewerkschafter                              | 79    |       |
| 5. Februar  | Lizardo Montero Flores                         | peruanischer Politiker                                                          | 72    |       |
| 5. Februar  | Joseph Jansen                                  | deutscher Landschaftsmaler                                                      | 75    |       |
| 5. Februar  | Albert Rieger                                  | deutsch-österreichischer Maler                                                  | 70    |       |
| 5. Februar  | Andrijica Šimić                                | kroatischer Hajduke und Freiheitskämpfer                                        |       |       |
| 5. Februar  | Hermann Werner                                 | deutscher Genremaler der Düsseldorfer Schule                                    | 89    |       |
| 6. Februar  | Timoteo Bertelli                               | italienischer römisch-katholischer Geistlicher, Mathematiker und Geophysiker    | 78    |       |
| 6. Februar  | Maria Theresia Bonzel                          | Ordensgründerin und -oberin der Armen Franziskanerinnen von der ewigen Anbetung | 74    |       |
| 6. Februar  | Theodor Dimer                                  | badischer Landtagsabgeordneter                                                  | 82    |       |
| 6. Februar  | Franz Kindscher                                | deutscher Lehrer, Archivar und Historiker                                       | 81    |       |
| 6. Februar  | Eduard Richter                                 | österreichischer Geograph, Historiker, Alpinist und Gletscherforscher           | 57    |       |
| 7. Februar  | Thomas Adams                                   | US-amerikanischer Erfinder und Unternehmer                                      | 86    |       |
| 7. Februar  | Gustav Brecht                                  | Quedlinburger Oberbürgermeister und Ehrenbürger                                 | 74    |       |
| 8. Februar  | Carl Eschebach                                 | deutscher Blechwaren- und Küchenmöbelfabrikant                                  | 62    |       |
| 8. Februar  | Georg Gregersen de Saàg                        | Ingenieur, ungarischer Industrieller, Generaldirektor                           | 51    |       |
| 8. Februar  | Charles Mazeau                                 | französischer Politiker                                                         | 79    |       |
| 8. Februar  | Clara Schreiber                                | österreichische Salonnière und Publizistin                                      | 56    |       |
| 8. Februar  | Wilhelm Stroh                                  | deutscher Landwirt, Bürgermeister und Politiker, MdR                            | 67    |       |
| 8. Februar  | Johannes Goerres                               | deutscher Kommunalpolitiker, Beigeordneter der Stadt Essen                      | 55    |       |
| 9. Februar  | Bernard Battles senior                         | schottischer Fußballspieler                                                     | 30    |       |
| 9. Februar  | Adolph von Menzel                              | deutscher Maler, Zeichner und Illustrator                                       | 89    |       |
| 9. Februar  | Frederick Octavius Pickard-Cambridge           | britischer Zoologe                                                              | 44    |       |
| 9. Februar  | Barbara Sicharter                              | österreichische Ordensgründerin                                                 | 75    |       |
| 10. Februar | Dudley Chase Denison                           | US-amerikanischer Politiker                                                     | 85    |       |
| 10. Februar | Victor Raulin                                  | französischer Geologe und Botaniker                                             | 89    |       |
| 10. Februar | Karl Timler                                    | deutscher Maurermeister, Architekt, Buchautor, Maler                            | 68    |       |
| 10. Februar | Ernst von Weyrauch                             | kurhessischer und preußischer Beamter und Politiker, MdR                        | 72    |       |
| 11. Februar | Otto Erich Hartleben                           | deutscher Schriftsteller                                                        | 40    |       |
| 11. Februar | Leonard Myers                                  | US-amerikanischer Politiker                                                     | 77    |       |
| 11. Februar | Ferdinand von Reitzenstein                     | deutscher Rittergutsbesitzer und Politiker (Zentrum), MdR                       | 66    |       |
| 12. Februar | Edward Dannreuther                             | englischer Pianist und Musikpädagoge deutscher Herkunft                         | 60    |       |
| 12. Februar | Fanny Moran-Olden                              | deutsche Opernsängerin (Sopran, Alt)                                            | 49    |       |
| 12. Februar | Richard Sadebeck                               | deutscher Lehrer und Botaniker                                                  | 65    |       |
| 13. Februar | Bruno Gebhardt                                 | deutscher Historiker, Begründer des Handbuchs der deutschen Geschichte          | 46    |       |
| 13. Februar | Wilhelm Gurlitt                                | deutscher klassischer Archäologe                                                | 60    |       |
| 13. Februar | Konstantin Apollonowitsch Sawizki              | russischer Maler                                                                | 60    |       |
| 13. Februar | Wichard von Wilamowitz-Moellendorff der Ältere | deutscher Offizier, Fideikommissherr und Parlamentarier                         | 70    |       |
| 14. Februar | Hermann Theodor Brinckmann                     | Kaufmann und Konsul                                                             | 84    |       |
| 14. Februar | Max Erdmannsdörfer                             | deutscher Dirigent und Komponist                                                | 56    |       |
| 14. Februar | Alpheus Spring Packard                         | US-amerikanischer Entomologe und Paläontologe                                   | 65    |       |
| 15. Februar | Leonard Achleuthner                            | österreichischer Geistlicher und Politiker, Abt von Kremsmünster                | 79    |       |
| 15. Februar | Carl Böker                                     | deutscher Maler                                                                 | 68    |       |
| 15. Februar | John J. Feely                                  | US-amerikanischer Politiker                                                     | 29    |       |
| 15. Februar | Max von Mauch                                  | österreichischer Bildhauer und Maler                                            | 41    |       |
| 15. Februar | Lew Wallace                                    | US-amerikanischer Militär, Politiker und Schriftsteller                         | 77    |       |
| 16. Februar | Cesare Dell’Acqua                              | italienischer Maler                                                             | 83    |       |
| 16. Februar | Ferdinand Jacobson                             | deutscher Kaufmann, Bankier und Politiker, MdHB                                 | 83    |       |
| 17. Februar | Frederick Cook                                 | US-amerikanischer Geschäftsmann und Politiker                                   | 71    |       |
| 17. Februar | Henri-Louis Henry                              | Schweizer Politiker (FDP)                                                       | 66    |       |
| 17. Februar | August Kalkmann                                | deutscher Klassischer Archäologe                                                | 51    |       |
| 17. Februar | George Washington Kirk                         | US-amerikanischer Offizier, Geschäftsmann und Farmer                            | 67    |       |
| 17. Februar | Nicolas de Rochefort                           | russischer Architekt und Bauingenieur                                           |       |       |
| 17. Februar | Sergei Alexandrowitsch Romanow                 | Mitglied des Hauses Romanow-Holstein-Gottorp                                    | 47    |       |
| 17. Februar | Hermann Wurzbach                               | deutscher Architekt                                                             | 39    |       |
| 18. Februar | Christopher A. Bergen                          | US-amerikanischer Politiker                                                     | 63    |       |
| 18. Februar | Arrey von Dommer                               | deutscher Musikhistoriker und Bibliothekar                                      | 77    |       |
| 18. Februar | Franz Gros                                     | deutscher Verwaltungsjurist und Kreisrat                                        | 71    |       |
| 18. Februar | Eduard von Pfeil-Burghauß                      | deutscher Rittergutsbesitzer, MdHH                                              | 71    |       |
| 18. Februar | Jacob Schmidheiny                              | Schweizer Unternehmer und Pionier                                               | 66    |       |
| 20. Februar | Norton P. Otis                                 | US-amerikanischer Politiker                                                     | 64    |       |
| 20. Februar | Henri de Saussure                              | Schweizer Mineraloge und Entomologe                                             | 75    |       |
| 21. Februar | John W. Lawson                                 | US-amerikanischer Politiker                                                     | 67    |       |
| 22. Februar | Ernst Friedrich Dürre                          | deutscher Hüttenkundler                                                         | 70    |       |
| 23. Februar | Friedrich Ehrbar                               | österreichischer Klaviermanufakturbesitzer                                      | 77    |       |
| 23. Februar | Jonathan Ross                                  | US-amerikanischer Jurist und Politiker                                          | 78    |       |
| 23. Februar | Joseph Spillmann                               | Schweizer Schriftsteller und Ordensgeistlicher                                  | 62    |       |
| 23. Februar | Viktor Weißhaupt                               | deutscher Maler                                                                 | 56    |       |
| 24. Februar | Robert Austin                                  | Gouverneur von Western Australia                                                | 79    |       |
| 24. Februar | Erich Giersberg                                | deutscher Feuerwehrmann und Erfinder                                            | 51    |       |
| 24. Februar | Fanny Cochrane Smith                           | Schriftstellerin, politische Aktivistin der Aborigines                          | 70    |       |
| 25. Februar | Edward Cooper                                  | US-amerikanischer Politiker                                                     | 80    |       |
| 25. Februar | Karl Wilhelm Doll                              | evangelischer Theologe                                                          | 77    |       |
| 25. Februar | William Martin                                 | französischer Segler                                                            | 76    |       |
| 25. Februar | Albert Benjamin Prescott                       | US-amerikanischer Chemiker                                                      | 72    |       |
| 26. Februar | Guy Boothby                                    | australischer Schriftsteller                                                    | 37    |       |
| 26. Februar | Marcel Schwob                                  | französischer Schriftsteller und Übersetzer                                     | 37    |       |
| 26. Februar | Egmont Websky                                  | deutscher Textilfabrikant und Politiker (NLP), MdR                              | 77    |       |
| 27. Februar | George S. Boutwell                             | US-amerikanischer Politiker                                                     | 87    |       |
| 28. Februar | Jindřich Eckert                                | böhmischer Fotograf                                                             | 71    |       |
| 28. Februar | Clement Juglar                                 | französischer Konjunkturforscher                                                |       |       |
|             | Vittorio Carlevaro                             | italienischer Radsport und Flugpionier                                          | 23    |       |

## März
| Tag      | Name                              | Beruf, bekannt als                                                                            | Alter | Beleg |
| -------- | --------------------------------- | --------------------------------------------------------------------------------------------- | ----- | ----- |
| 1. März  | Eugène Guillaume                  | französischer Bildhauer, Hochschullehrer und Kunstkritiker                                    | 82    |       |
| 1. März  | Henry L. Muldrow                  | US-amerikanischer Politiker                                                                   | 68    |       |
| 1. März  | Karl Viktor Ryssel                | deutscher Theologe                                                                            | 55    |       |
| 1. März  | Edward O. Wolcott                 | US-amerikanischer Politiker                                                                   | 56    |       |
| 2. März  | Franz Jäger                       | deutscher Oblate der Makellosen Jungfrau Maria, Missionar und Märtyrer                        | 29    |       |
| 3. März  | Wilhelm Bäumker                   | deutscher katholischer Theologe und Hymnologe                                                 | 62    |       |
| 3. März  | Edward Clarke                     | kanadischer Journalist und Politiker, 26. Bürgermeister von Toronto                           | 54    |       |
| 3. März  | Božidar Knežević                  | serbischer Philosoph                                                                          | 42    |       |
| 4. März  | Pjotr Kusmitsch Saporoschez       | Mitglied der revolutionären Bewegung in Russland                                              | 32    |       |
| 4. März  | Wilhelm Schüssele                 | deutscher Kommunalpolitiker, Stadtrat in Karlsruhe                                            | 64    |       |
| 4. März  | Carl Bernhard Speck               | deutscher konservativer Politiker, MdL (Königreich Sachsen)                                   | 74    |       |
| 4. März  | William B. Williams               | US-amerikanischer Politiker                                                                   | 78    |       |
| 4. März  | Bruno Zwintscher                  | deutscher Klavierpädagoge                                                                     | 66    |       |
| 5. März  | Carl Pander                       | deutscher Schauspieler, Regisseur und Dramatiker                                              | 60    |       |
| 6. März  | Johann Gottlob Judersleben        | deutscher Unteroffizier der Preußischen Armee                                                 | 74    |       |
| 6. März  | Anton Perko                       | slowenisch-österreichischer Marineoffizier und Maler                                          | 71    |       |
| 6. März  | John Henninger Reagan             | US-amerikanischer Politiker und konföderiertes Kabinettsmitglied                              | 86    |       |
| 7. März  | George W. Cate                    | US-amerikanischer Politiker                                                                   | 79    |       |
| 7. März  | Ján Francisci-Rimavský            | slowakischer Schriftsteller                                                                   | 82    |       |
| 7. März  | Gustav Haake                      | deutscher Gutsbesitzer und Politiker (DRP), MdR                                               | 66    |       |
| 7. März  | Samuel Knox                       | US-amerikanischer Politiker                                                                   | 89    |       |
| 8. März  | Bernhard Kahn                     | deutscher Industrieller, Bankier und Stadtrat                                                 | 77    |       |
| 8. März  | Ferdinand Wolff                   | deutscher Journalist, Mitglied im Bund der Kommunisten                                        | 92    |       |
| 9. März  | Nikolai Anderson                  | deutsch-baltischer Philologe                                                                  | 59    |       |
| 9. März  | John Henry Anketell               | US-amerikanischer Pfarrer, Kirchengründer und Kirchenlieddichter                              | 70    |       |
| 9. März  | William B. Bate                   | US-amerikanischer Politiker und General                                                       | 78    |       |
| 9. März  | Paul Costermans                   | belgischer Vizegouverneur des Kongo-Freistaats                                                | 44    |       |
| 9. März  | Carl Hauer                        | deutscher Bildhauer und Stuckateur                                                            | 57    |       |
| 9. März  | Flavien-Louis Peslin              | französischer Maler                                                                           | 58    |       |
| 9. März  | Josef Probst                      | deutscher Pfarrer, Geologe und Paläontologe                                                   | 82    |       |
| 10. März | Otto Dienel                       | deutscher Organist und Komponist                                                              | 66    |       |
| 10. März | Francesco Tavani                  | italienischer Geistlicher, Weihbischof in Sabina                                              | 73    |       |
| 11. März | Louis Berdez                      | Schweizer Theologe, Jurist und Politiker                                                      | 65    |       |
| 11. März | David Erdmann                     | deutscher evangelischer Theologe und Kirchenhistoriker                                        | 83    |       |
| 12. März | Rudolf von Alt                    | österreichischer Maler und Aquarellist                                                        | 92    |       |
| 12. März | Karl Linder                       | deutscher Brauereibesitzer und Politiker (Zentrum), MdR                                       | 55    |       |
| 13. März | Franz Gustav Arndt                | deutscher Landschafts- und Genremaler                                                         | 62    |       |
| 13. März | Thomas Boles                      | US-amerikanischer Politiker                                                                   | 67    |       |
| 13. März | Johannes Otto Munck               | Polizeihauptmann                                                                              | 56    |       |
| 13. März | Vilmos Schulek                    | ungarischer Augenarzt                                                                         | 61    |       |
| 13. März | Johannes Zahn                     | deutscher evangelischer Pädagoge                                                              | 76    |       |
| 14. März | Eugen Englisch                    | deutscher Chemiker                                                                            | 35    |       |
| 14. März | Gyula Meszlényi                   | römisch-katholischer Bischof von Satu Mare                                                    | 73    |       |
| 15. März | Adolphe Boucard                   | französischer Ornithologe und Entomologe                                                      | 65    |       |
| 15. März | Meyer Guggenheim                  | schweizerisch-amerikanischer Industrieller und Philanthrop                                    | 77    |       |
| 15. März | Hermann Hüffer                    | deutscher Jurist und Historiker                                                               | 74    |       |
| 15. März | Amalie Skram                      | norwegisch-dänische Schriftstellerin und Frauenrechtlerin                                     | 58    |       |
| 16. März | Arnold Kerdijk                    | niederländischer Politiker                                                                    | 58    |       |
| 17. März | Lot Thomas                        | US-amerikanischer Politiker                                                                   | 61    |       |
| 18. März | Joseph Georg von Ehrler           | deutscher römisch-katholischer Geistlicher, Bischof von Speyer                                | 71    |       |
| 18. März | Joseph Roswell Hawley             | US-amerikanischer Politiker und Redakteur                                                     | 78    |       |
| 18. März | Karl Gottlob Heymann              | deutscher konservativer Politiker, MdL (Königreich Sachsen)                                   | 80    |       |
| 18. März | Cyrus G. Luce                     | US-amerikanischer Politiker                                                                   | 80    |       |
| 18. März | Carl August Schramm               | deutscher Ökonom und Sozialist und Schweizer Versicherungsangestellter                        | 75    |       |
| 18. März | Victor Streich                    | deutscher Geologe und Forschungsreisender                                                     | 41    |       |
| 19. März | Makar Jekmaljan                   | armenischer Komponist und Musikwissenschaftler                                                | 49    |       |
| 19. März | Julius Neßler                     | deutscher Agrikulturchemiker                                                                  | 77    |       |
| 19. März | Karl Porth                        | deutscher Theaterschauspieler                                                                 | 71    |       |
| 20. März | Hans von Hammerstein-Loxten       | preußischer Innenminister (Preußen)                                                           | 61    |       |
| 20. März | Edgar Himly                       | deutscher Beamter                                                                             | 65    |       |
| 21. März | Heinrich Bohner                   | deutscher Schuster und Missionar                                                              | 62    |       |
| 21. März | Anton Bruggisser                  | Schweizer Arzt und Politiker                                                                  | 70    |       |
| 21. März | Theodor Lobe                      | deutscher Schauspieler, Regisseur und Theaterdirektor, Begründer des Lobe-Theaters in Breslau | 72    |       |
| 22. März | Josef Calasanz Platter            | Tiroler Schriftsteller und Fremdenverkehrsexperte                                             | 46    |       |
| 22. März | Antonin Proust                    | französischer Journalist und Politiker                                                        | 73    |       |
| 23. März | Paul Kieschke                     | deutscher Architekt und preußischer Baubeamter                                                | 53    |       |
| 23. März | Adolf Ostner                      | deutscher Verwaltungsbeamter und -richter                                                     | 74    |       |
| 23. März | Theodore Medad Pomeroy            | US-amerikanischer Politiker                                                                   | 80    |       |
| 24. März | Henny Jebsen                      | deutsche Blumen- und Landschaftsmalerin                                                       | 53    |       |
| 24. März | Pietro Tacchini                   | italienischer Astronom                                                                        | 67    |       |
| 24. März | Charles Tracey                    | US-amerikanischer Politiker                                                                   | 57    |       |
| 24. März | Jules Verne                       | französischer Schriftsteller                                                                  | 77    |       |
| 25. März | Maurice Barrymore                 | britischer Schauspieler                                                                       | 55    |       |
| 25. März | Bruno Kerl                        | deutscher Hochschullehrer für Berg- und Hüttenkunde                                           | 81    |       |
| 25. März | Karl Koppmann                     | deutscher Historiker und Archivar                                                             | 66    |       |
| 25. März | Constantin von Waldburg-Zeil      | deutscher Politiker (Zentrum), MdR                                                            | 65    |       |
| 26. März | Theodor Brockmann                 | deutscher Kaufmann und Landtagsabgeordneter                                                   | 79    |       |
| 26. März | Amédée Girod                      | Schweizer Jurist und Politiker                                                                | 69    |       |
| 26. März | Anton Gmelch                      | deutscher katholischer Geistlicher, Pädagoge, Politiker                                       | 83    |       |
| 26. März | Theodor Quentin                   | deutscher Architekt                                                                           | 53    |       |
| 26. März | Hugo Schultz                      | preußischer Regierungspräsident in Hildesheim, Polizeipräsident und Landrat                   | 69    |       |
| 27. März | Reinhold von Rehbinder            | estländischer Ritterschaftshauptmann und Landrat                                              | 74    |       |
| 28. März | Huang Zunxian                     | chinesischer Gelehrter, Beamter, Dichter                                                      | 56    |       |
| 28. März | Johann Naret-Koning               | niederländischer Violinist                                                                    | 67    |       |
| 29. März | Pál Böhm                          | ungarischer Maler                                                                             | 65    |       |
| 29. März | Johann Schrems                    | österreichischer Politiker                                                                    | 81    |       |
| 30. März | Georg Meissner                    | deutscher Anatom und Physiologe                                                               | 75    |       |
| 30. März | Marie Souvestre                   | französische Feministin, Menschenrechtsaktivistin und Schulleiterin                           | 69    |       |
| 30. März | Karl Gustav Wilhelm Stenzel       | deutscher Botaniker und Lehrer                                                                | 78    |       |
| 31. März | Jacques François Édouard Hervieux | französischer Mediziner                                                                       | 86    |       |
| 31. März | Ludwig Skell                      | deutscher Maler und Lithograph                                                                |       |       |
| 31. März | Eduard Wolffhardt                 | österreichischer Politiker                                                                    | 53    |       |